# Voices of Destiny
Voices of Destiny est un groupe de metal symphonique allemand, originaire de Ludwigsbourg, Bade-Wurtemberg. Actuellement signé au label Massacre Records, le groupe compte une démo, un EP, ainsi que deux albums studio.

## Biographie
Le groupe est formé en 2004 à Ludwigsbourg, Bade-Wurtemberg. En 2009, le groupe sort son premier EP autoproduit intitulé Dare to Reach. Six ans après sa formation, Voices of Destiny publie son tout premier album, intitulé From the Ashes, au label Massacre Records. 
En octobre 2011, le groupe termine l'enregistrement d'un nouvel album, encore sans titre. Plus tard, ils annoncent la sortie de l'album Power Dive pour 2012. En février 2012, le groupe annonce quelques changements de formation après le départ du batteur Erik Seitz. 
En septembre 2014, Voices of Destiny annonce le titre de son nouvel album, Crisis Cult, prévu pour le 24 octobre la même année au label Massacre Records. Crisis Cult est le premier album du groupe à faire participer le batteur Klaus Ackermann, qui les a rejoints en 2012 après la sortie de Power Dive, et la nouvelle chanteuse Ada Flechtner (ex-Coronatus), qui a rejoint le groupe en 2013. L'album est accueilli d'une manière mitigée par la presse spécialisée,,.

## Membres

### Membres actuels
- Jens Hartwig - basse (depuis 2004)
- Christopher Gutjahr - guitare (depuis 2004)
- Lukas Palme - claviers, chant (depuis 2004)
- Klaus Ackermann - batterie (depuis 2012)
- Ada Flechtner - chant (depuis 2013)

### Anciens membres
- Erik Seitz - batterie (2004-2012)
- Maike Holzmann - chant lyrique (2004-2013)